# Digonocryptus cressonii
Digonocryptus cressonii är en stekelart som först beskrevs av William Harris Ashmead 1900.  Digonocryptus cressonii ingår i släktet Digonocryptus och familjen brokparasitsteklar. Inga underarter finns listade i Catalogue of Life.